# Верхняя лобная извилина
Верхняя лобная извилина (лат. Gyrus frontalis superior; англ. Superior frontal gyrus, SFG) расположена в верхней части префронтальной коры и покрывает около одной трети лобной доли головного мозга. Латерально к ней примыкает верхняя лобная борозда.

## Функции
Верхняя лобная извилина состоит из множества областей, имеющих отдельные связи с другими зонами мозга (включая предцентральную извилину, хвостатое ядро, таламус и переднюю покрышку) и выполняющих различные функции, включая когнитивные и работу так называемой «дефолт-системы» мозга.

### Рабочая память
Данная структура принимает участие в высших когнитивных функциях, включая функционирование рабочей памяти. Установлено, что повреждения левой верхней лобной извилины вызывают длительный и некомпенсированный дефицит рабочей памяти.

### Ингибиторный контроль
Верхняя лобная извилина участвует в реализации ряда когнитивных исполнительных функций, в частности, в ингибиторном контроле, то есть в торможении импульсивных (автоматических) реакций и замене их более обдуманными. Установлено существование прямой корреляции между активацией правой верхней лобной извилины и тормозным контролем импульсивных реакций.
Обнаружена обратная зависимость между плотностью серого вещества в правой верхней лобной извилине и индексом массы тела (ИМТ) у здоровых людей. Привычка переедать часто связана с неадекватным ингибиторным контролем, который регулируется префронтальной корой и, в частности, верхней лобной извилиной.

### Регулирование самосознания
Израильские нейробиологи из Института Вейцмана (Голдберг и другие) провели серию экспериментов над людьми, которые получали визуальную и звуковую информацию и должны были её классифицировать. Мозг испытуемых при этом исследовался посредством фМРТ. В результате эксперимента было обнаружено, что верхняя лобная извилина связана с самосознанием. В случае решения простых задач без спешки, либо задач, требующих эмоциональной реакции, на фМРТ наблюдалась активность в зоне верхней лобной извилины. В случае же решения задач, требующих быстрых решений и повышенной концентрации внимания, активность в верхней лобной извилине пропадала при сохранении активности в сенсорных зонах коры. Таким образом, мозг переходит в режим «робота», когда нужно решить сложную или ограниченную по времени задачу, и только в более комфортных условиях возвращается «в режим человека осознанного».

### Удовольствие от юмора
Верхняя лобная извилина активизируется, когда человек слышит смешные шутки. Установлено, что за понимание юмора и удовольствие от него отвечают разные участки мозга. За понимание юмора (то есть осознание того, что кто-то преднамеренно пошутил) отвечает височно-теменной узел, тогда как за удовольствие от юмора (то есть за шутку, которую данный человек считает для себя смешной) отвечает верхняя лобная извилина. Показано, что восприятие юмора является когнитивным процессом, и человек различает «смешные шутки», «не смешные, но подразумевавшиеся как смешные» и «не шутки / не подразумевавшиеся как смешные». Таким образом, искренний смех от смешной шутки связан с активацией именно верхней лобной извилины.

### Смех
В 1998 году нейрохирург Ицхак Фрид описал одну из своих пациенток, 16-летнюю девушку, которая проходила лечение от эпилепсии электрическим током. При воздействии тока на дополнительную моторную область в зоне верхней лобной извилины пациентка смеялась. Смех сопровождался ощущением радости и веселья. Размер участка, стимуляция которого провоцировала смех, составлял 2 на 2 см, он был расположен на левой верхней лобной извилине. Слабый ток вызывал лишь улыбку, более сильный ток вызывал долгий заразительный смех.

### Маркер симуляции потери памяти
В гражданском и уголовном судопроизводстве часто встречаются случаи симуляции потери памяти, если свидетель по каким-то причинам желает отказаться от дачи показаний или сфальсифицировать их. Установлено, что у человека активизируются разные зоны мозга, когда он отвечает правду, неправду или случайным образом. При вымышленной потере долговременной памяти на фМРТ видна активность левой верхней лобной извилины и левой медиальной лобной извилины, при вымышленной потере кратковременной памяти на фМРТ активна левая верхняя лобная извилина, левое предклинье и правая передняя поясная кора. Таким образом, левая верхняя лобная извилина может являться специфичным маркером вымышленного нарушения памяти (англ. feigned memory impairment).

### Связь с занятиями йогой
Известно, что с возрастом, в процессе нормального старения, снижается плотность коры головного мозга. В одном исследовании было установлено, что пожилые женщины, занимающиеся хатха-йогой не менее 8 лет, имеют значительно большую плотность серого вещества в левой префронтальной коре, включая латеральную часть средней лобной извилины, переднюю и заднюю части верхней лобной извилины, по сравнению с контрольной группой женщин того же возраста, не занимавшихся йогой.

## Дополнительные изображения

Позиция верхней лобной извилины
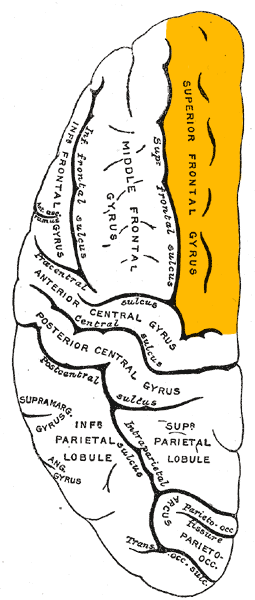
Левое полушарие (вид сверху)
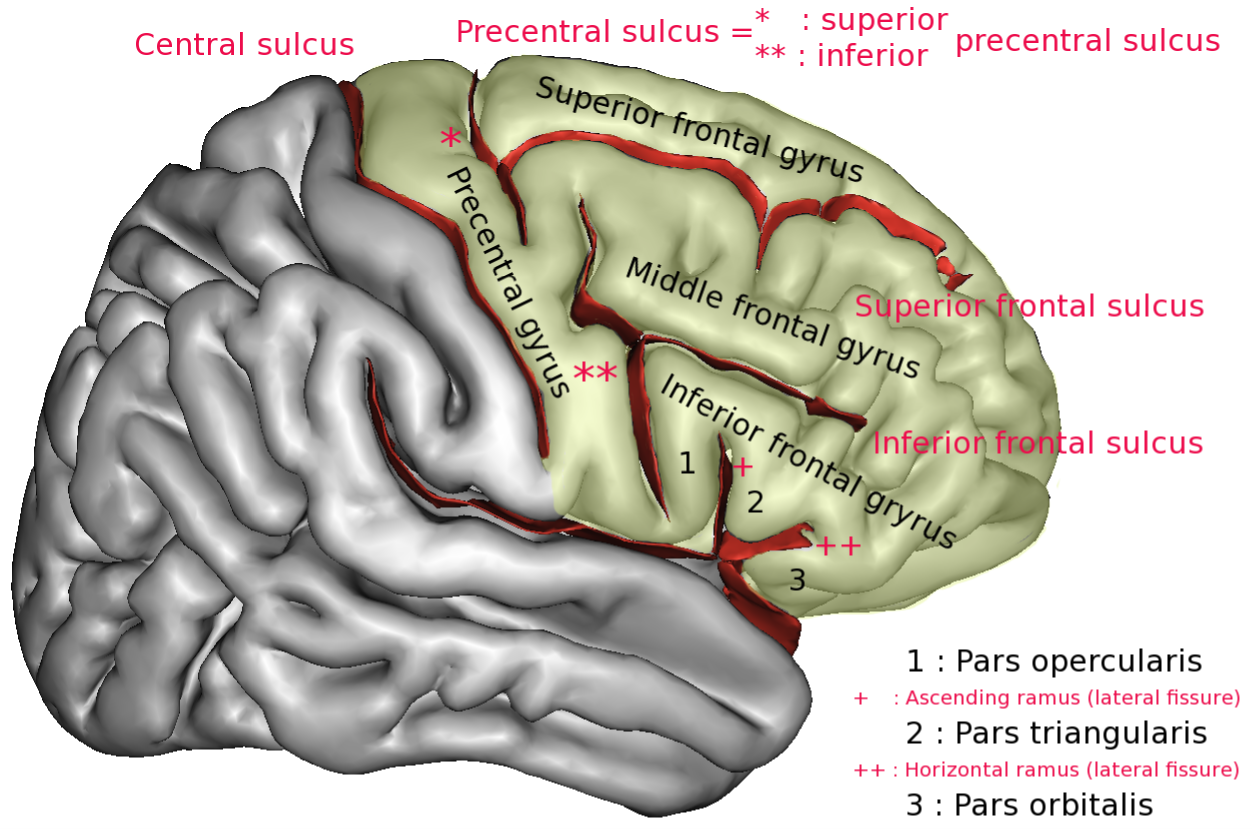
Лобная доля, борозды и извилины
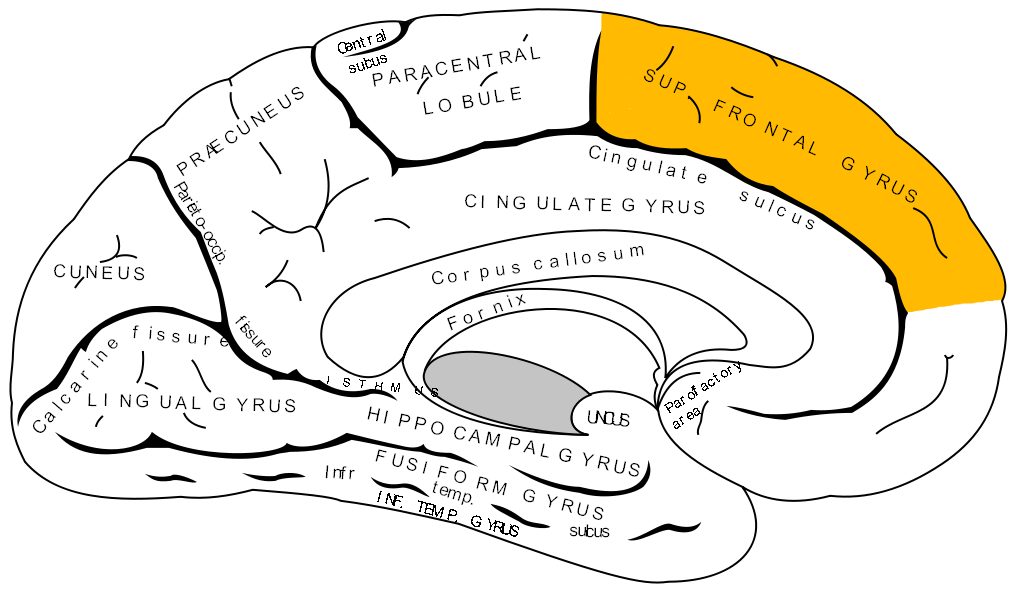
Медиальная поверхность левого полушария
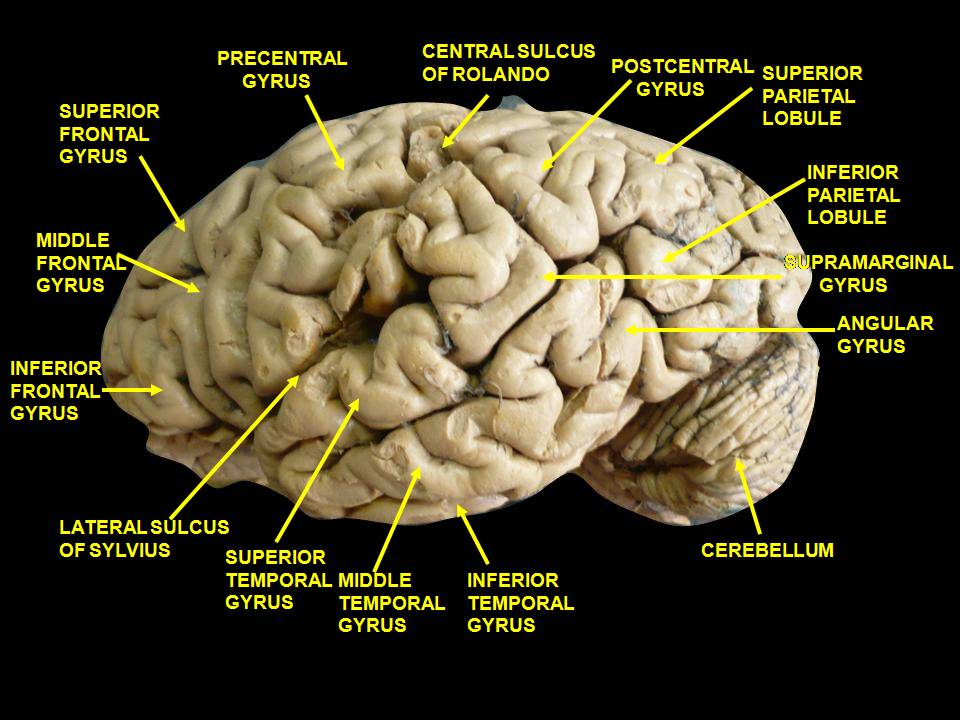
Головной мозг, вид сбоку. Верхняя лобная извилина отмечена в верхнем левом углу.